# Gaborone
Gaborone (pron. AFI [xɑ.bə'ro.neɪ]), és la capital de Botswana, amb una població estimada de 231.000 habitants (2011). Està situada al sud-est de Botswana, a 15 quilòmetres de la frontera amb Sud-àfrica, entre els turons de Kgale i Oodi, a la vora del riu Notwane.
Les mines d'asbest i de manganès són la seva principal font de desenvolupament industrial.
La ciutat va ser fundada el 1890 per Gaborone Matlapin, un cap africà. Abans de 1969, la ciutat era coneguda com a Gaberones. És la seu de la Comunitat Sud-africana per al Desenvolupament, organització fundada el 1980 amb l'objectiu d'incrementar la cooperació econòmica dels seus membres i reduir la dependència de Sud-àfrica. A Gaborone hi ha la Universitat de Botswana.
L'aeroport internacional Sir Seretse Khama International Airport (codi ICAO: FBSK; codi IATA: GBE), que és a 25 quilòmetres al nord de la ciutat.

## Història

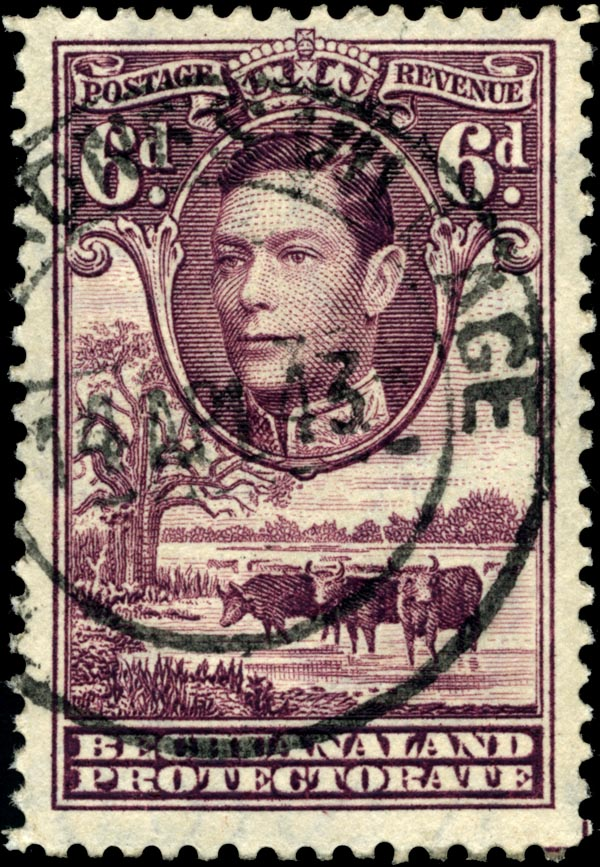
Un segell dels voltants del 1943, al mata-segell s'hi pot llegir "poble de Gaborone".

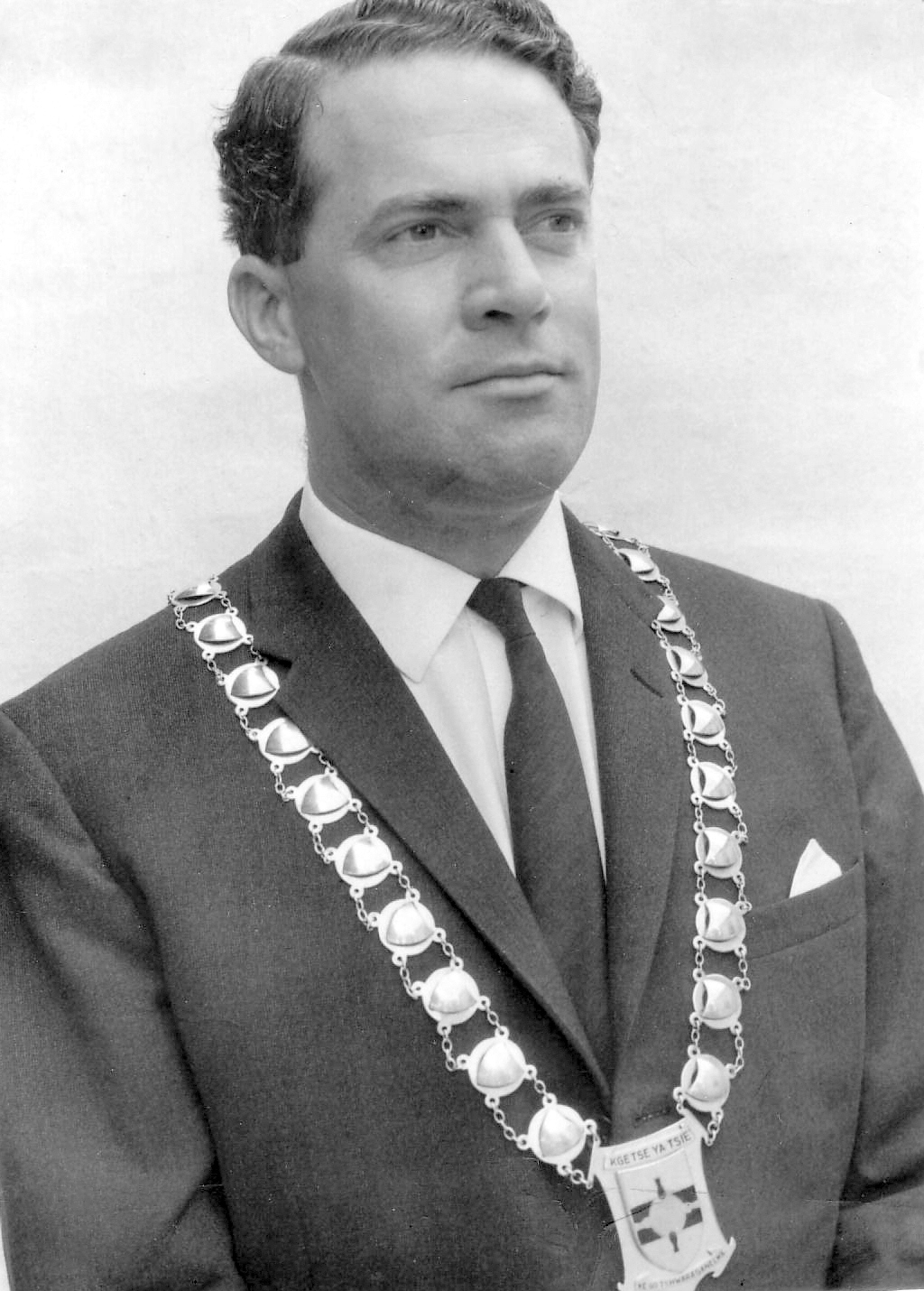
El reverend Derek Jones primer alcalde de Gaborone

Les evidències mostren que ja hi havia assentaments humans al voltant del riu Notwane des de fa segles. En la història més recent, Kgosi Gaborone va deixar Magaliesberg per assentar-se en aquests terrenys als voltants de 1880, i va anomenar-ho Moshaweng. La paraula "Gaborone" significa literalment "no és impropi" o "no és convertible". Els primers colonitzadors europeus en arribar la van anomenar "Gaberones". Gaberones, deriva del poble de Gaborone, que va ser nomenat després que el cap de la tribu Gaborone dels Batiokwa,. creués el riu des del Government Camp (campament del govern, que era el nom de la seu del govern colonial). El sobrenom de GC ve de Government Camp. El 1890, Cecil John Rhodes va escollir Gaberones com a seu del fort colonial. El fort va ser on Rhodes va planejar el Jameson Raid (una incursió britànica fallida). La ciutat va canviar el seu nom de Gaberones a Gaborone el 1969.
El 1965, la capital del Protectorat de Bechauanaland es va moure des de Mafeking a Gaberones. una Botswana va aconseguir la independència, Lobatse va ser la primera capital del nou estat. No obstant, Lobatse es va considerar massa limitat i en el seu lloc es va crear una nova capital al costat de Gaberones. La ciutat es va elegir per la seva proximitat a una font d'aigua dolça, i per la seva proximitat al ferrocarril de Pretoria. Estava situal al centre entre les tribus centrals.
La ciutat es va planificar sota la planificació urbanística Ciutat Jardí (Garden city principles en anglès, iniciat el 1898 per Sir Ebenezer Howard a Gran Bretanya), amb nombrosos camins per a vianants i espais oberts. Els edificis de Gaborone es van iniciar a mitjans de 1964. Durant la construcció de la ciutat, a l'alcalde de Gaberone, Geoffrey Cornish li va agradar la disposició de la ciutat, que va anomenar "copa de conyac", on a la base de la copa hi havia les oficines del govern, i una franja àmplia traçada des de la base cap amunt a través del centre de la copa havia de ser el centre comercial - un complex comercial i de negocis amb diversos parcs.
La major part de la ciutat es va construir en tres anys. Els edificis inicials de la ciutat incloïen edificis de l'Assemblea, oficines del govern, una central elèctrica, hospitals, escoles, una ràdio, estació telefònica, una oficina de la policia, oficina de correus i més d'un miler de cases. Com que la ciutat es va construir massa ràpidament, hi havia un massiu flux de treballadors que van construir assentaments il·legals a la zona de desenvolupament industrial al sud de la ciutat. Aquests assentaments es van anomenar Naledi, nom que pot significar "l'estrella", però també pot significar "a cel ras" o "una comunitat que queda exclosa de les altres". El 1971, degut al creixement d'assentaments il·legals, l'ajuntament va inspeccionar una àrea anomenada Bontleng, la qual podia albergar habitatges de protecció social. No obstant, Naledi continuava creixent i la necessitat d'habitatges era més gran que mai. El 1973, la Botswana Housing Corporation (BHC) va construir "nova Naledi" a l'altre costat de la carretera de l'antiga Naledi. Els residents de l'antiga Naledi s'havien de desplaçar a nova Naledi. No obstant la demanda d'habitatges havia continuat creixent encara més i els residents que es van recol·locar estaven descontents amb les cases. El problema es va solucionar el 1975 quan Sir Seretse Khama, el president de Botswana, va requalificar Naledi de zona industrial a àrea d'habitatges de protecció oficial.
Al 30 de setembre de 1966, es va convertir el protectorat britànic de Bechuanaland en l'onzena colònia britànica en un continent que anava aconseguint la independència. El primer alcalde de Gaborone va ser el reverend Derej Jones. La vella Gaberone es va convertir en un barri de la nova Gaborone i avui és conegut com "el poble".
A mitjans de 1980, Sud-àfrica va atacar Botswana i hi va dur a terme saquejos junt amb altres ciutats frontereres. El saqueig de Gaborone es va saldar amb dotze morts.
Després de les eleccions generals de 1994, es van iniciar disturbis a Gaborone després de l'elevada taxa d'atur entre altres problemes.
Avui Gaborone està creixent molt ràpidament. El 1964 hi havia només 3855 habitants; set anys després, la ciutat tenia almenys vuit mil residents. La ciutat originàriament s'havia planejat per a vint mil habitants, però el 1992 ja n'hi havia 138.000. Això va provocar que es creessin molts assentaments il·legals en terreny no urbanitzable. L'exalcalde Veronica Lesole va declarar que els problemes de desenvolupament de Gaborone eren causats per la planificació inicial.

## Geografia

### Clima
Segons la classificació climàtica de Köppen, Gaborone té un clima semiarid. Durant la major part de l'any, la ciutat és solejada i amb estius calorosos, mentre que les nits, generalment, són fresques. Habitualment, les pluges a la ciutat de Gaborone tenen lloc entre el mesos d'octubre i abril; durant els estius en els que hi ha una temperatura més elevada, hi ha menys pluges, mentre que si hi ha una quantitat de pluja més regular, les temperatures són una mica més baixes. Si hi ha sequera, les temperatures més altes arriben entre el gener i el febrer, però si hi ha pluja normal, les temperatures més altes es recullen durant l'octubre, just abans que arribin les primeres pluges. Durant l'hivern, els dies continuen sent calorosos, però les nits són fredes.
| Paràmetres climàtics mitjans de Gaborone, Botswana (Aeroport Internacional Sir Seretse Khama, 1981–2010)                                                                                                | Paràmetres climàtics mitjans de Gaborone, Botswana (Aeroport Internacional Sir Seretse Khama, 1981–2010) | Paràmetres climàtics mitjans de Gaborone, Botswana (Aeroport Internacional Sir Seretse Khama, 1981–2010) | Paràmetres climàtics mitjans de Gaborone, Botswana (Aeroport Internacional Sir Seretse Khama, 1981–2010) | Paràmetres climàtics mitjans de Gaborone, Botswana (Aeroport Internacional Sir Seretse Khama, 1981–2010) | Paràmetres climàtics mitjans de Gaborone, Botswana (Aeroport Internacional Sir Seretse Khama, 1981–2010) | Paràmetres climàtics mitjans de Gaborone, Botswana (Aeroport Internacional Sir Seretse Khama, 1981–2010) | Paràmetres climàtics mitjans de Gaborone, Botswana (Aeroport Internacional Sir Seretse Khama, 1981–2010) | Paràmetres climàtics mitjans de Gaborone, Botswana (Aeroport Internacional Sir Seretse Khama, 1981–2010) | Paràmetres climàtics mitjans de Gaborone, Botswana (Aeroport Internacional Sir Seretse Khama, 1981–2010) | Paràmetres climàtics mitjans de Gaborone, Botswana (Aeroport Internacional Sir Seretse Khama, 1981–2010) | Paràmetres climàtics mitjans de Gaborone, Botswana (Aeroport Internacional Sir Seretse Khama, 1981–2010) | Paràmetres climàtics mitjans de Gaborone, Botswana (Aeroport Internacional Sir Seretse Khama, 1981–2010) | Paràmetres climàtics mitjans de Gaborone, Botswana (Aeroport Internacional Sir Seretse Khama, 1981–2010) |
| Mes | Gen. | Feb. | Mar. | Abr. | Mai. | Jun. | Jul. | Ago. | Set. | Oct. | Nov. | Des. | Anual |
| --- | --- | --- | --- | --- | --- | --- | --- | --- | --- | --- | --- | --- | --- |
| Temperatura màxima registrada °C (°F) | 39 (102,2)                                                                                               | 40 (104)                                                                                                 | 39 (102,2)                                                                                               | 39 (102,2)                                                                                               | 37 (98,6)                                                                                                | 29 (84,2)                                                                                                | 28 (82,4)                                                                                                | 33 (91,4)                                                                                                | 39 (102,2)                                                                                               | 38 (100,4)                                                                                               | 40 (104)                                                                                                 | 39 (102,2)                                                                                               | 40 (104)                                                                                                 |
| Temperatura mínima registrada °C (°F) | 14 (57,2)                                                                                                | 13 (55,4)                                                                                                | 11 (51,8)                                                                                                | 0 (32)                                                                                                   | −1 (30,2)                                                                                                | −1 (30,2)                                                                                                | −2 (28,4)                                                                                                | 0 (32)                                                                                                   | 5 (41)                                                                                                   | 7 (44,6)                                                                                                 | 8 (46,4)                                                                                                 | 11 (51,8)                                                                                                | −2 (28,4)                                                                                                |
| Font: «Precipitation and temperature reference climatologies: Seretse Khama International Airport». African Regional Climate Centre. Arxivat de l'original el 4 març 2016. [Consulta: 22 octubre 2023]. | | | | | | | | | | | | | |

## Demografia
Segons el cens del 2022, la població de Gaborone és de 246,325, dels quals, 118,727 són homes i 127,598 són dones. Això, significa que el 10.4% de la població total de Botswana viu a la seva capital i que la ciutat té la densitat més alta del país, sent aquesta de 1,444.444 persones per quilòmetre quadrat.

## Educació
La ciutat de Gaborone compta amb escoles públiques i privades, tant de primària com de secundària; entre elles hi ha la Westwood International School, Legae Academy, o la Maru-a-Pula School. El 2011, de les 60 escoles que hi ha a Gaborone, 17 són privades.
Per estudis universitaris, la Universitat de Botswana té el campus principal a Gaborone, el qual es troba a la part est de la ciutat. A part, també hi ha altres universitats o centres d'estudis superiors a la ciutat, com un dels campus de la Limkokwing University of Creative Technology, el Botswana Accountancy College o la Botswana University of Agriculture and Natural Resources, que es troba a uns 15 kilòmetres del centre de la ciutat.